# Ostrowąsy (województwo dolnośląskie)
Ostrowąsy (niem. Wiesenthal) – wieś w Polsce położona w województwie dolnośląskim, w powiecie milickim, w gminie Milicz.

## Podział administracyjny
W latach 1975–1998 miejscowość położona była w województwie wrocławskim.

## Nazwa
W księdze łacińskiej Liber fundationis episcopatus Vratislaviensis (pol. Księga uposażeń biskupstwa wrocławskiego) spisanej za czasów biskupa Henryka z Wierzbna w latach 1295–1305 miejscowość wymieniona jest w formie Wodnicowo. W historii miejscowość nazywała się również Wodnicowe oraz Wiesenthal.